# Prärievråk
Prärievråk (Buteo swainsoni) är en nordamerikansk fågel i familjen hökar inom ordningen hökfåglar.

## Utseende och läten
Prärievråken är en slank vråk med långa, spetsiga vingar och mörka vingpennor. I flykten känns den igen på djupa, något kärrhökslika vingslag, i glidflykt fiskgjuselik med sänkt hand och i kretsflykt med vingarna lyfta i ett svagt "V". På sittande fågel når vingspetsarna längre än stjärten. Kroppslängden är 48–56 cm, vingbredden 117–137 cm.

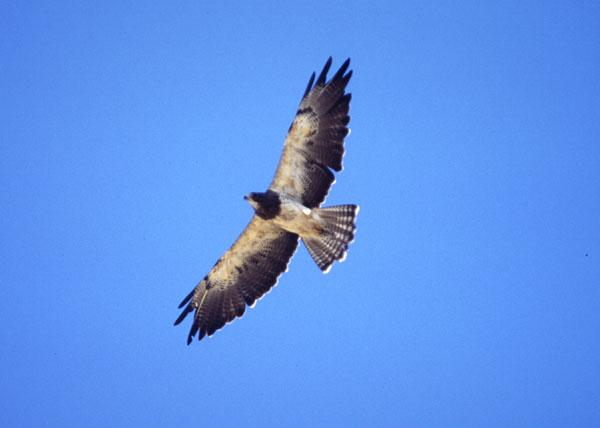

Fjäderdräkten är mycket varierande, med både ljusa, mörka och rostfärgade former, men även intermediära. Den ljusa formen har mycket rent, vit undersida med en prydlig mörk fläck på bröstet och vitt ansikte. Den mörka formen (ungefär 10% av populationen) är helbrun men med ljusare undre stjärttäckare. Det skriande lätet liknar rödstjärtad vråk, men är svagare och ljusare.

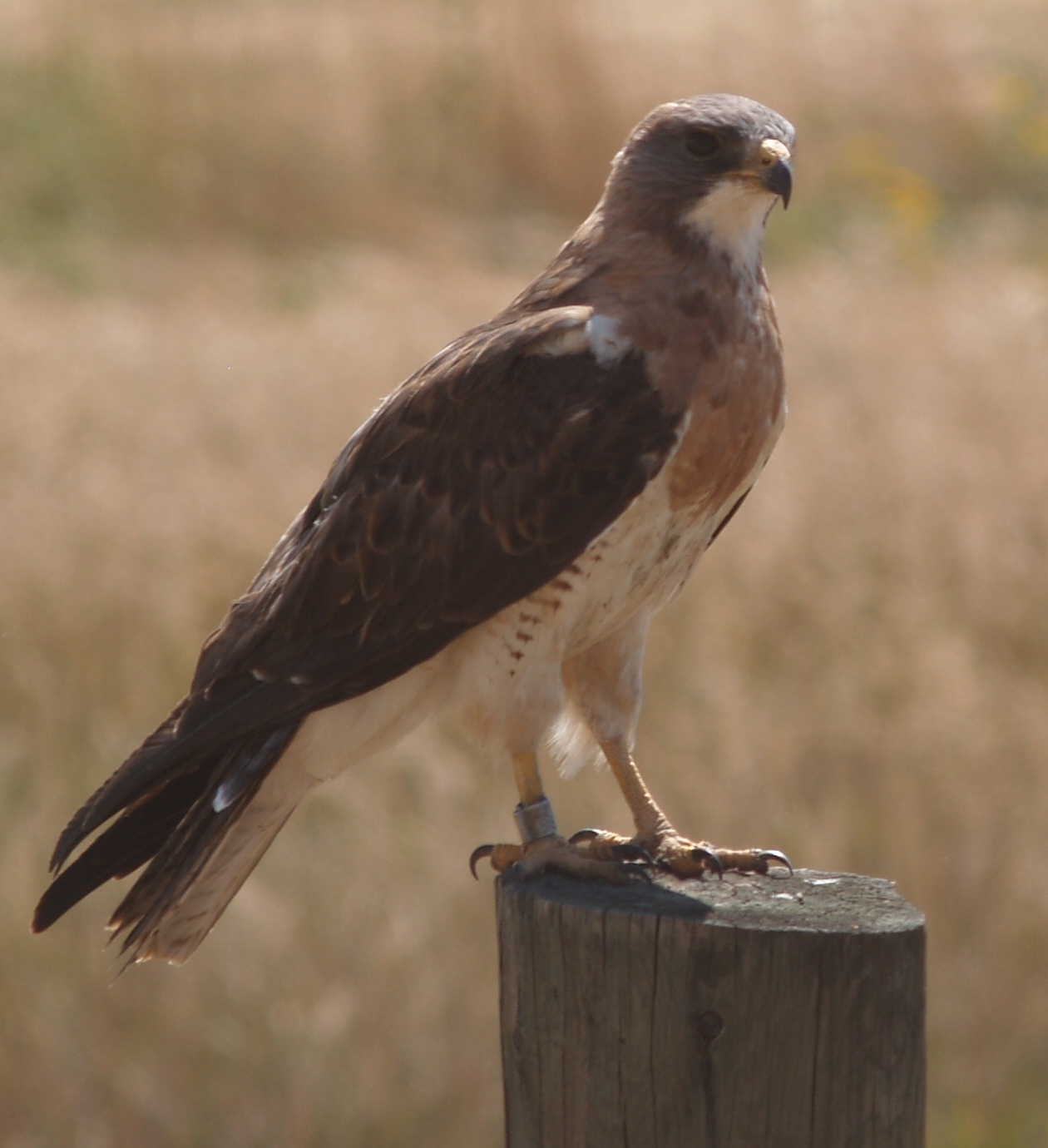
Prärievråk av den ljusa formen.

## Utbredning
Prärievråken häckar i västra Nordamerika och övervintrar i norra Argentina, södra Brasilien och Paraguay. Tillfälligt har den observerats i Chile, Dominikanska republiken och Trinidad och Tobago. Den har även påträffats i Europa vid två tillfällen, dels i Nordland i Norge maj 1986, dels i Frankrike 2003. Det bedöms dock som möjligt att båda dessa kan härröra från förrymda individer.

## Systematik
DNA-studier visar att prärievråken är nära släkt med både vitstrupig vråk (B. albigula) och galápagosvråk (B. galapagoensis). Den behandlas som monotypisk, det vill säga att den inte delas in i några underarter.

## Levnadssätt
Prärievråken återfinns som namnet avslöjar i öppna, prärieliknande miljöer, men även i jordbruksbygd, där den häckar i isolerade träd. Den ses ofta enstaka, men kan flytta i stora flockar. Fågeln jagar både från luften, en utkiksplats eller genom att gå på marken. Födan består huvudsakligen av små däggdjur och reptiler sommartid, under resten av året gräshoppor och andra ryggradslösa djur.

## Status och hot
Arten har ett stort utbredningsområde och en stor population med stabil utveckling. Utifrån dessa kriterier kategoriserar IUCN arten som livskraftig (LC). Världspopulationen uppskattas till 580 000 häckande par.

## Namn
Fågelns vetenskapliga artnamn hedrar William Swainson (1789–1855), engelsk naturforskare, konstnär och samlare.